# پامبیو نورانکو
پامبیو نورانکو (به لاتین: Pambio Noranco) یک منطقهٔ مسکونی در سوئیس است که در لوگانو واقع شده‌است. پامبیو نورانکو ۰٫۶ کیلومتر مربع مساحت و ۷۰۱ نفر جمعیت دارد.